# Écommoy Football Club
L'Écommoy FC est un club français de football basé à Écommoy.
Le club présidé par Stéphanie Carreau évolue en 2014-2015 en Division Supérieure régionale.

## Historique
Fondé en 1921 sous le nom d'US Écommoy, le club fait son apparition en Division d'Honneur de la Ligue du Maine de football en 1986-1987. 
Devenu Écommoy FC, les Jaunes et noirs décrochent quatre titres de champion du Maine synonymes de promotion dans les championnats nationaux. Les séjours du club a ce niveau sont courts : deux saisons de 1994 à 1996, deux saisons de 2001 à 2003, une saison en 2005-2006, une autre en 2007-2008 et un retour pour 2009-2010.
Avec un des plus petits budgets de CFA 2, le club peine donc à rester à ce niveau et fait une nouvelle fois l'ascenseur en retrouvant le niveau régional pour la saison 2010-2011.
Engagé dans un cycle négatif, le club subit une nouvelle descente en 2010-2011 pour jouer aujourd'hui en DSR où le club éprouve de grandes difficultés à se maintenir chaque année. Cette saison, après 10 journées de championnat, Ecommoy est lanterne rouge. L'équipe première est dorénavant dirigée par Franck Breton

## Palmarès
- Champion de DH Maine : 1994, 2001, 2005, 2007, 2009
- Vainqueur de la Coupe du Maine : 1999, 2002, 2004, 2005